# 15032 Alexlevin
15032 Alexlevin è un asteroide della fascia principale. Scoperto nel 1998, presenta un'orbita caratterizzata da un semiasse maggiore pari a 2,3716537 UA e da un'eccentricità di 0,1195523, inclinata di 5,50572° rispetto all'eclittica.